# Gâteau de semoule

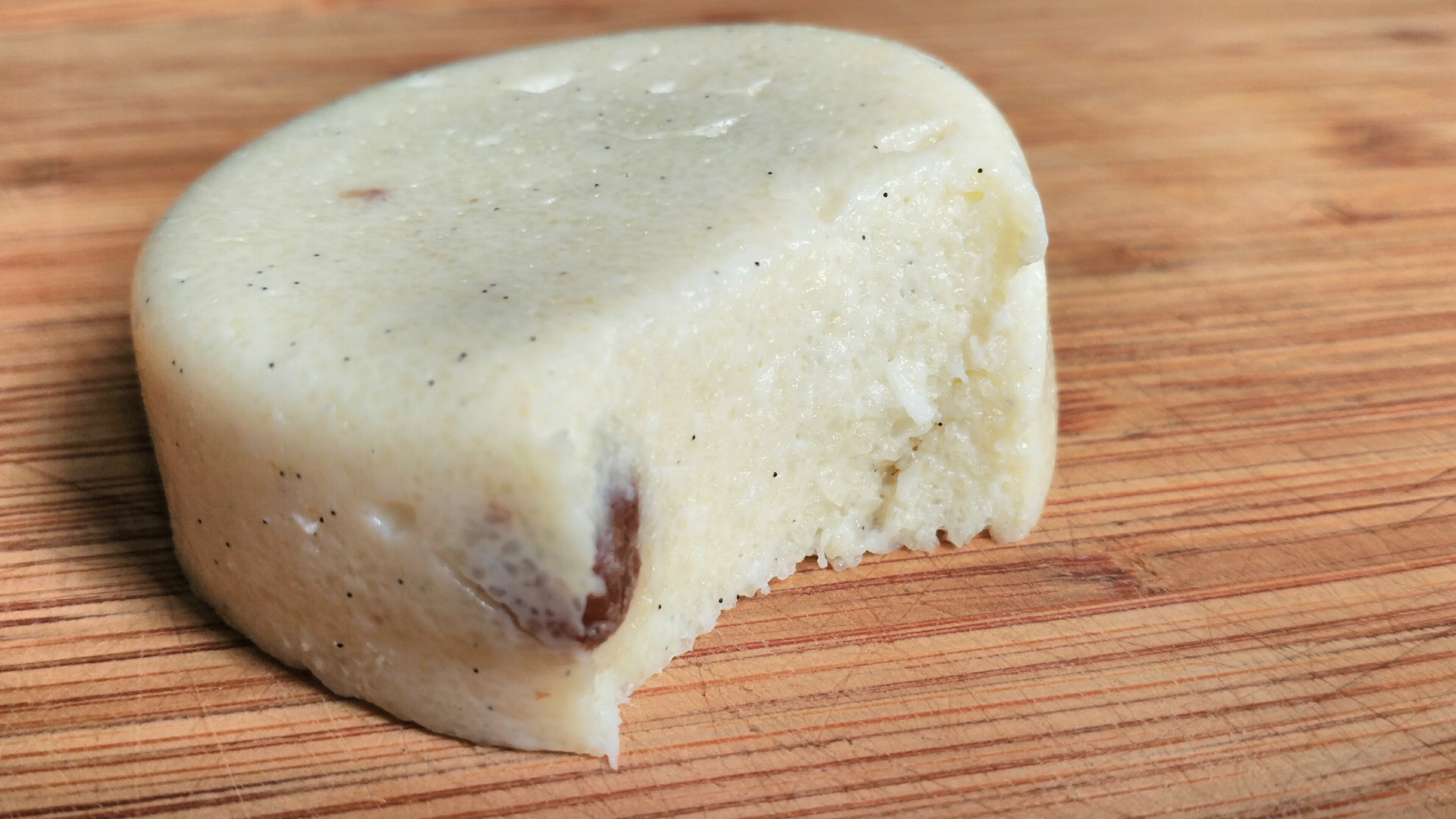
Gâteau de semoule

Le gâteau de semoule est un entremets fait avec de la semoule bouillie dans du lait sucré.
On y ajoute de la confiture, des fruits confits, de la cannelle ou des raisins secs. Une fois cuite, la préparation est versée dans un moule à gâteau. Il est servi tiède ou froid.

## Variantes
En Roumanie, il porte le nom de griș cu lapte.